# عبد الله بن محمد بن الحنفية
أبو هاشم عبد الله بن محمد بن الحنفية (المتوفي سنة 98 هـ) تابعي مدني، وهو ابن محمد بن الحنفية، وحفيد علي بن أبي طالب.

## اسمه ونسبه
هو عبد الله بن محمد بن علي بن أبي طالب بن عبد المطلب بن هاشم بن عبد مناف بن قصي بن كلاب القرشي، يكنى بأبي هاشم، وبابن الحنفية نسبةً إلى قبيلة جدته من والده خولة بنت جعفر الحنفية زوجة علي بن أبي طالب.

## سيرته
ولد أبو هاشم عبد الله بن محمد بن الحنفية في المدينة المنورة. أبوه هو محمد بن الحنفية، وجده لأبيه علي بن أبي طالب، وأمه أم ولد. وقد كان لأبي هاشم منزلة عالية القدر عند الشيعة، فكانوا يلقونه ويلتفون حوله. وقد قال عنه الزُهري أنه كان يتبع السبئية، يجمع أحاديثهم. وقال أبو أسامة عنه وعن أخيه الحسن: «أحدهما مرجئ، والآخر شيعي»، وقيل أن أبا هاشم أول من ألّف في الإرجاء.
وقد توفي عبد الله بن محمد سنة 98 هـ في الحميمة في خلافة سليمان بن عبد الملك، عند محمد بن علي بن عبد الله بن العباس الذي أوصى له، وصرف شيعته إليه، ودفع إليه كتبه. وقيل أن وفاته نتجت عن سُمّ دسّه سليمان بن عبد الملك لمن سقى أبا هاشم.

## روايته للحديث النبوي
- روى عن: أبيه محمد بن الحنفية[3] وصهر له من الأنصار من أصحاب النبي محمد.[5]
- روى عنه: ابن شهاب الزهري وعمرو بن دينار وسالم بن أبي الجعد[3] وإبراهيم بن محمد بن علي بن عبد الله بن العباس[6] وسعيد بن المرزبان البقال وابنه عيسى بن عبد الله بن محمد بن الحنيفة ومحمد بن علي بن عبد الله بن العباس.[5]
- الجرح والتعديل: قال ابن سعد: «كان صاحب علم ورواية، وكان ثقة، قليل الحديث، وكانت الشيعة يلقونه وينتحلونه»،[2] وقد وثّقه العجلي،[4][5] والنسائي، وذكره ابن حبان في كتاب «الثقات»، كما روى له الجماعة.[5]